# São João de Meriti
São João de Meriti là một thành phố Brasil. Thành phố này thuộc bang Rio de Janeiro. Dân số theo điều tra năm 2010 của Viện Địa lý và Thống kê Brasil là 469.827 người. Đây là thành phố đông dân thứ 43 của Brasil.